# Мелешко, Павел Олегович
Павел Олегович Мелешко (бел. Павел Алегавіч Мялешка; род. 24 ноября 1992, Слоним, Гродненская область) — белорусский легкоатлет, специалист по метанию копья. Выступает за сборную Белоруссии по лёгкой атлетике с 2011 года, многократный победитель и призёр первенств национального значения, участник летних Олимпийских игр в Токио. Мастер спорта Республики Беларусь международного класса.

## Биография
Павел Мелешко родился 24 ноября 1992 года в городе Слоним Гродненской области.
Впервые заявил о себе на международном уровне в сезоне 2011 года, когда вошёл в состав белорусской сборной и выступил на юниорском европейском первенстве в Таллине, где в зачёте метания копья стал бронзовым призёром.
В 2012 году в той де дисциплине закрыл десятку сильнейших на Кубке Европы по зимним метаниям в Баре.
В 2013 году был пятым на Кубке Европы по зимним метаниям в Кастельоне и десятым на молодёжном европейском первенстве в Тампере, одержал победу на чемпионате Белоруссии в Гродно.
В 2017 году вновь выиграл чемпионат Белоруссии в Гродно, метал копьё на Кубке Европы в Лас-Пальмасе и на командном чемпионате Европы в Лилле. Принимал участие в чемпионате мира в Лондоне — на предварительном квалификационном этапе метания копья показал результат 75,33 метра, чего оказалось недостаточно для выхода в финал.
В 2018 году стал седьмым на Кубк Европы по метаниям в Лейрии, выступил на чемпионате Европы в Берлине.
В 2019 году в третий раз получил звание чемпиона Белоруссии в метании копья. На чемпионате мира в Дохе с результатом 75,14 в финал не вышел.
На чемпионате Белоруссии 2020 года в Минске взял бронзу.
В 2021 году выиграл бронзовую медаль на Кубке Европы в Сплите, тогда как на Мемориале Йозефа Одложила в Праге установил свой личный рекорд — 85,06 метра. Выполнив олимпийский квалификационный норматив (85,00), удостоился права защищать честь страны на летних Олимпийских играх в Токио — в финале метнул копьё на 82,28 метра и расположился в итоговом протоколе соревнований на десятой строке.
За выдающиеся спортивные достижения удостоен почётного звания «Мастер спорта Республики Беларусь международного класса».